# Thangka

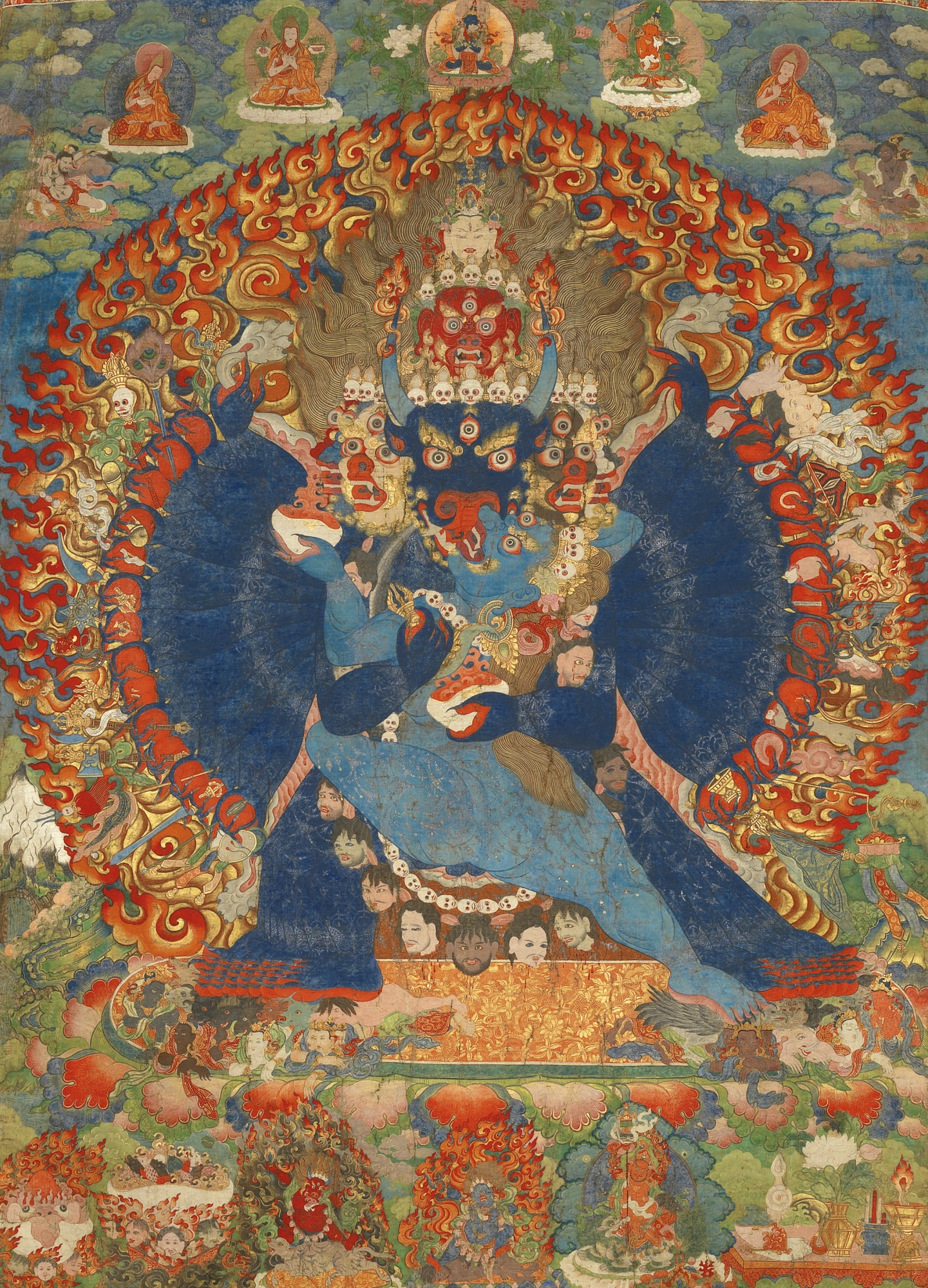
Vadzsrabhairavát ábrázoló thangka, 1740 körül

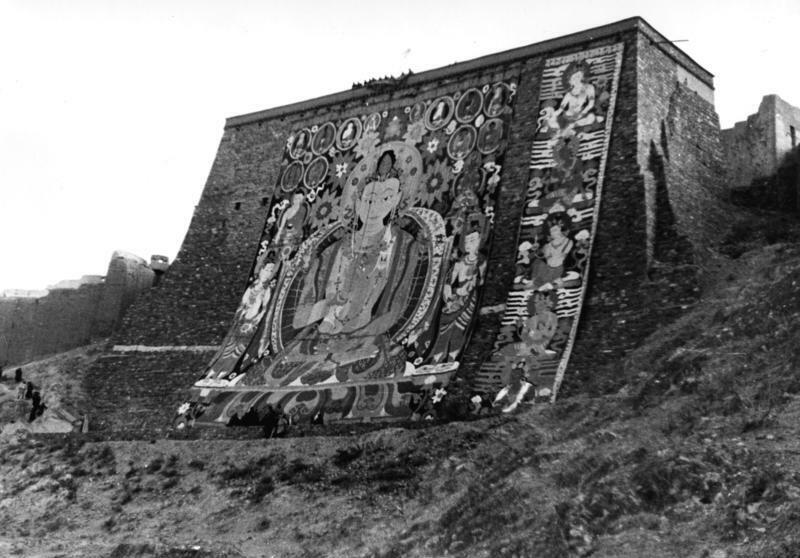
Hatalmas thangka a tibeti Gyance különleges falfelületén, 1938

A thangka, tangka, thanka vagy tanka (tibeti: ཐང་ཀ་) pamut vagy selyem rátétre készített tibeti buddhista festmény, amely általában buddhista istenségeket, jeleneteket, vagy egy mandalát ábrázol. A kínai tekercs festményekhez némileg hasonló textil alapra felhordott thangkákat hagyományosan nem keretezik be és feltekert állapotban tárolják. A thangkák felszínét a tartósság növelése érdekében selyemmel vonják be, emiatt száraz helyen szokták a tekercseket tárolni, hogy a selyem minősége ne romoljon. A legtöbb thangka kisméretű, de akadnak több méter hosszúak is. Ez utóbbiakat arra használják, hogy nagyon rövid időszakokra, általában vallási fesztiválok idején, a kolostorok külső falára függesszék ki. A thangkák leginkább a vadzsrajána meditációban használt vizualizációs célokra készülnek, illetve a kolostorban tanuló diákok oktatásához, amelyen keresztül bemutatják Gautama és más buddhák, illetve dévák és bodhiszattvák élettörténeteit vagy jellemző tulajdonságait. Ezeken a vallási képeken gyakran szerepelnek rendkívül részletesen kidolgozott apró alakok, amelyek a központi „istenséget” vagy más ismert alakokat veszik körbe szimmetrikus elrendezésben. A történeteket ábrázoló thangkák ritkábbak.
A thangka egyik témája a „létkerék” (bhavacsakra), amely az Abhidharma tanítások vizuális megjelenítése. A kifejezést más művészeti alkotásokra is használják, például fém- vagy fatáblákra készített domborművekre. Ma már thangka festményeket ábrázoló posztereket is készítenek csupán esztétikai célokból.

## Története
A tibeti buddhista festészet a korai buddhista festészet különféle hagyományaiból fejlődött ki, amelyek ma már csupán kevés helyszínen maradtak fent, például az indiai Adzsantai barlangtemplomokban, vagy a selyemút mentén található Mokao-barlangokban. A thangka forma a tibeti buddhista falfestéssel együtt alakult ki, amelyek a korabeli kolostorokban léteztek.
A thangka forma korai történetét könnyebb feltérképezni ezeken a falfestményeken keresztül, amelyekből több található, mint az egykoron létező hordozható festményekből.  A legtöbb thankát egyéni megrendelésre készítették, akik azt remélték, hogy erényes cselekedetük által érdemre tesznek szert. Az ily módon elkészült thangkákat kolostoroknak vagy más személyeknek ajánlották fel, vagy megtartották saját célra. Néhány thangka hátoldalán szerepel egy közismert szerzetes neve, aki személyes, meditációs célokra használta a vallási tárgyat. A legtöbb művész valószínűleg egyben szerzetes is volt, bár elképzelhető, hogy léteztek világi művészek is, ahogy a fémszobrászat esetében is. Gyakran a megrendelő biztosította a - gyakran értékes - anyagot és a hagyományok alapján a művésznek „ajándékot” adtak fizetség helyett.  A tibeti „thangka” szó jelentése "az, amit kitekerünk".
A szövetre készült legkorábbi fennmaradt tibeti festmények a kínai Kanszu tartományi Tunhuang város területén található Mokao barlangból származó néhány szövetfoszlány. A "könyvtár barlangban" találtak rá az évszázadokig elzárt régi kézirat-, festmény- és textil és egyéb anyagok tárolására használt raktárra. A többségében kínai stílusú alkotások között több festményen is tibeti vagy azzal közel azonos felirat szerepel, illetve akadnak közöttük indiai stílusú tárgyak is. A származásuk korát nehéz ugyan pontosan megállapítani, a becslések szerint azonban ezek a 781-848 közötti időszakból valók, amikor a terület Tibet fennhatósága alá tartozott.

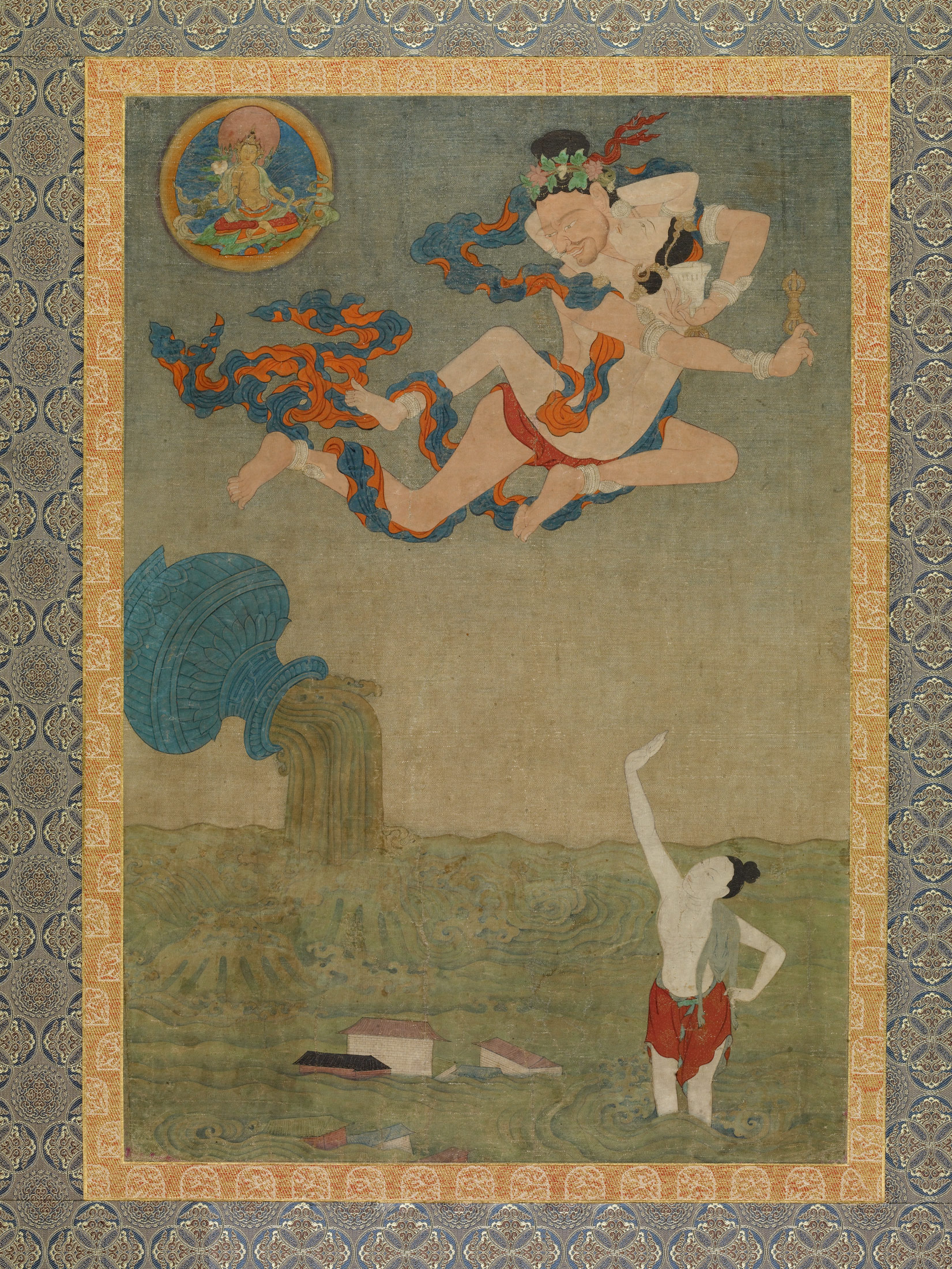
Egy Ghantapa nevű mahásziddha (alul), 18. század, kínai stílusú

A biztosan Tibetből származó legkorábbi fennmaradt thangkák a 11. századból valók, a buddhizmus tibeti újjáéledése utáni időszakból. Ezek a korai minták is már összetettek, azonban kevésbé, mint a későbbiek. A központi alakot itt is apróbb lények veszik körbe, gyakran bekeretezett cellákban, lángoló aurával körülvéve, vagy kis felhőcskékre ültetve. Az alakok mögött a háttérben tájkép és hatalmas égbolt szerepelt. A különböző alakok jelenthetik egyetlen személy emanációit vagy akpektusait.
A következő évszázadokban a tibeti festészet egyedülálló stílust vett fel, amely az indo-nepáli és a kínai festészet között helyezkedett el. Érdekes, hogy ebben a korban mindkét kultúrterületen hanyatlott a buddhizmus. A művészeti stílusok Tibeten belül is egyre inkább eltérőek voltak, ahogy egyre nagyobb területeken terjedt el a thangkák használata. A különböző egyházi rendek is valamelyest eltérő thangka stílusokat használtak.
A tibeti festészet sok elemet vett át a kínai festészetből, főleg a 14. századtól kezdve. Ez a tendencia a 18. századra érte el a fénykorát, amelynek legfőbb jellegzetessége az volt, hogy több hangsúlyt fektettek a háttérben lévő tájképre és tágasabbá vált az ábrázolt tér is. A thangkákon szereplő alakok stílusa azonban sokkal inkább az indo-nepáli hagyományok hatását őrizte meg.  Giuseppe Tucci szerint a Csing-dinasztia idejére már egy új tibeti művészet fejlődött ki, amely bizonyos szempontból a 18. századi finom díszesség tartományi tükröződése volt. Ebben az időszakban a császári udvar folyamatos diplomáciai kapcsolatot ápolt Tibettel politikai okokból. Azonban, amikor a mandzsu Csing-dinasztia került hatalomra, a vezetés érdeklődését erősen felkeltette a tibeti buddhizmus, melynek hatására sok kínai festőművész készített buddhista vallási képeket. Ezek gyakran ajándékként kerültek Tibetbe és végül hatással voltak a helyi stílusokra is.
Minden olyan területen készítettek thangkákat, ahol virágzott a tibeti buddhizmus. Ezek közé tartozott Mongólia, Ladak, Szikkim, illetve Indiában Arunácsal Prades (Dharamszala), és Himácsal Prades (Lahaul és Szpiti kerület) államok egyes részein. Szintén előfordulnak még Oroszország (Kalmükföld, Burjátföld, és Tuva) és a történelmi Mandzsúria területén.

## Galéria

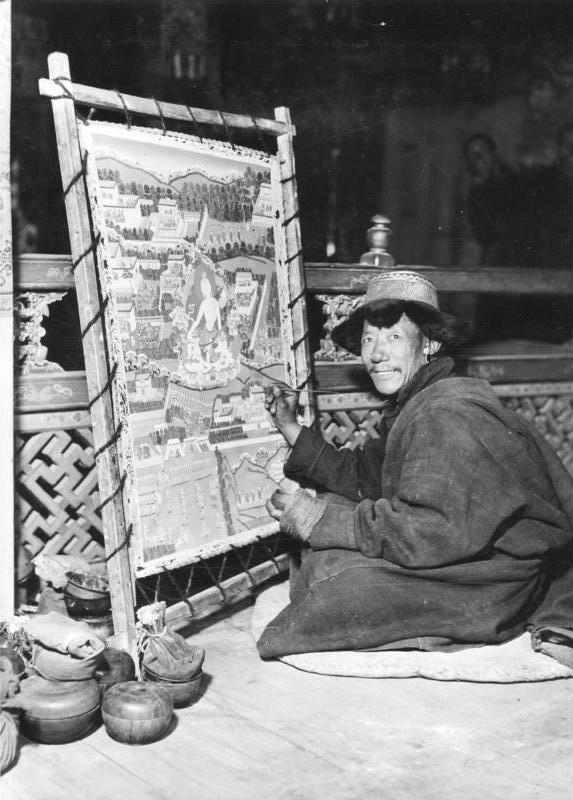
Thangkát készítő szerzetes a Potala palotában, Lhásza, 1938
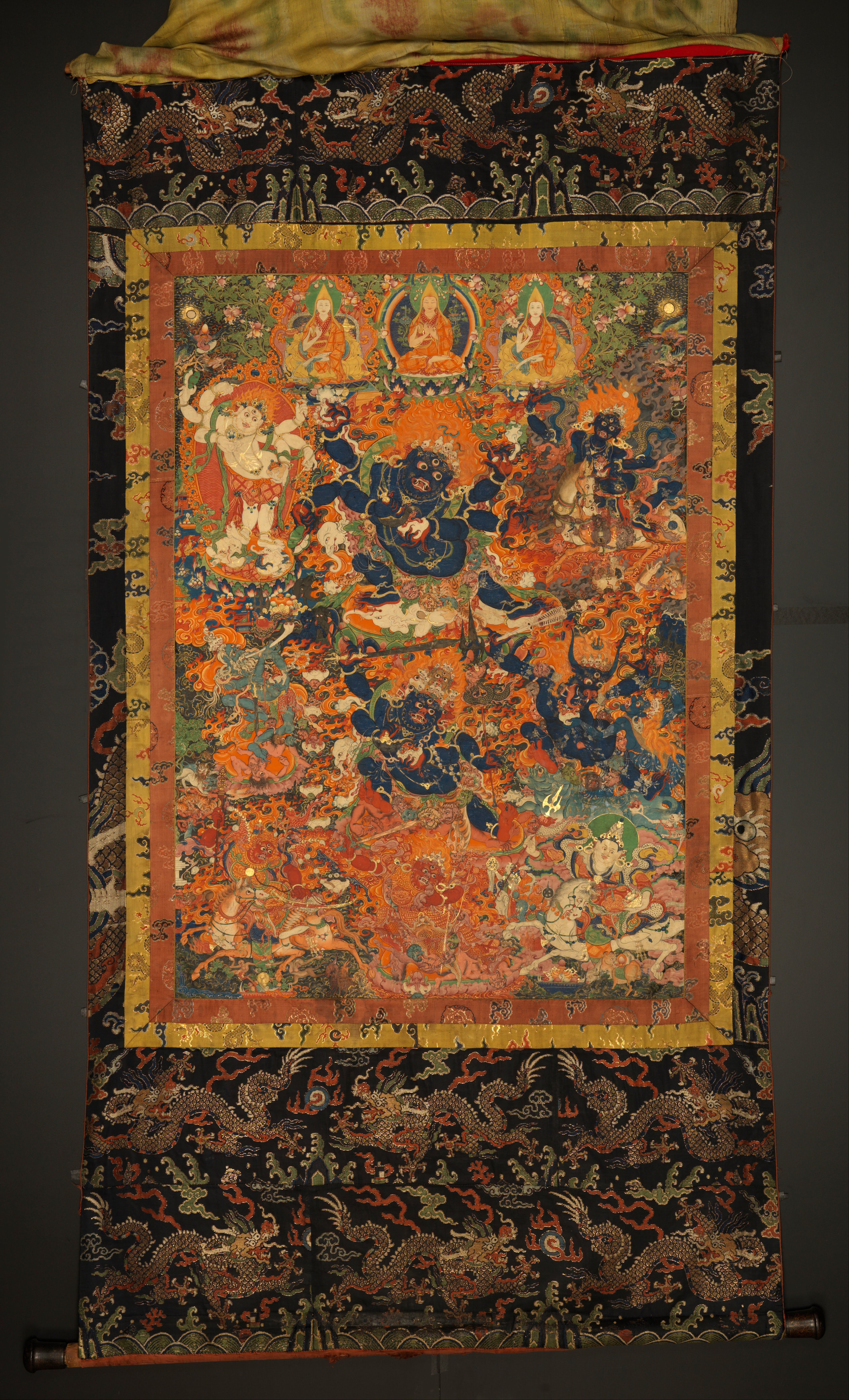
Thanka különböző rétegei
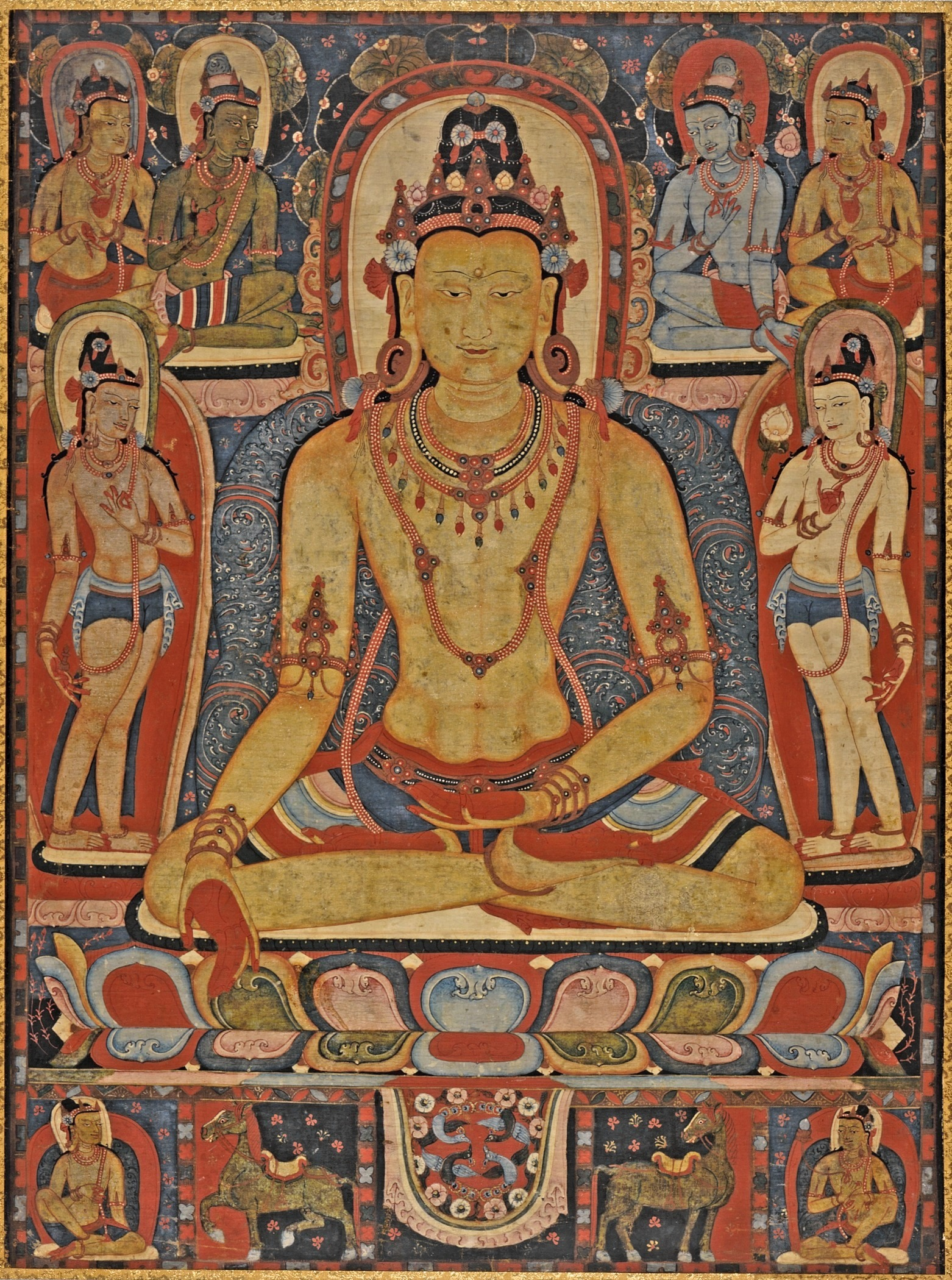
Dzsina Buddha Ratnaszambhava, Közép-Tibet, Kadampa kolostor, 1150-1225
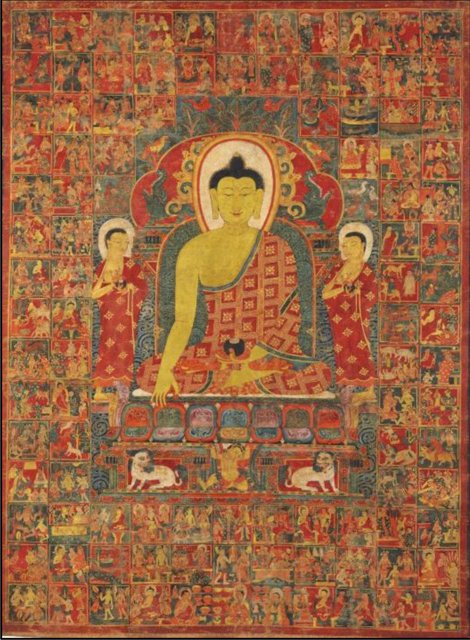
Buddhát ábrázoló thangka a száz Dzsátaka mesével, 13-14. század
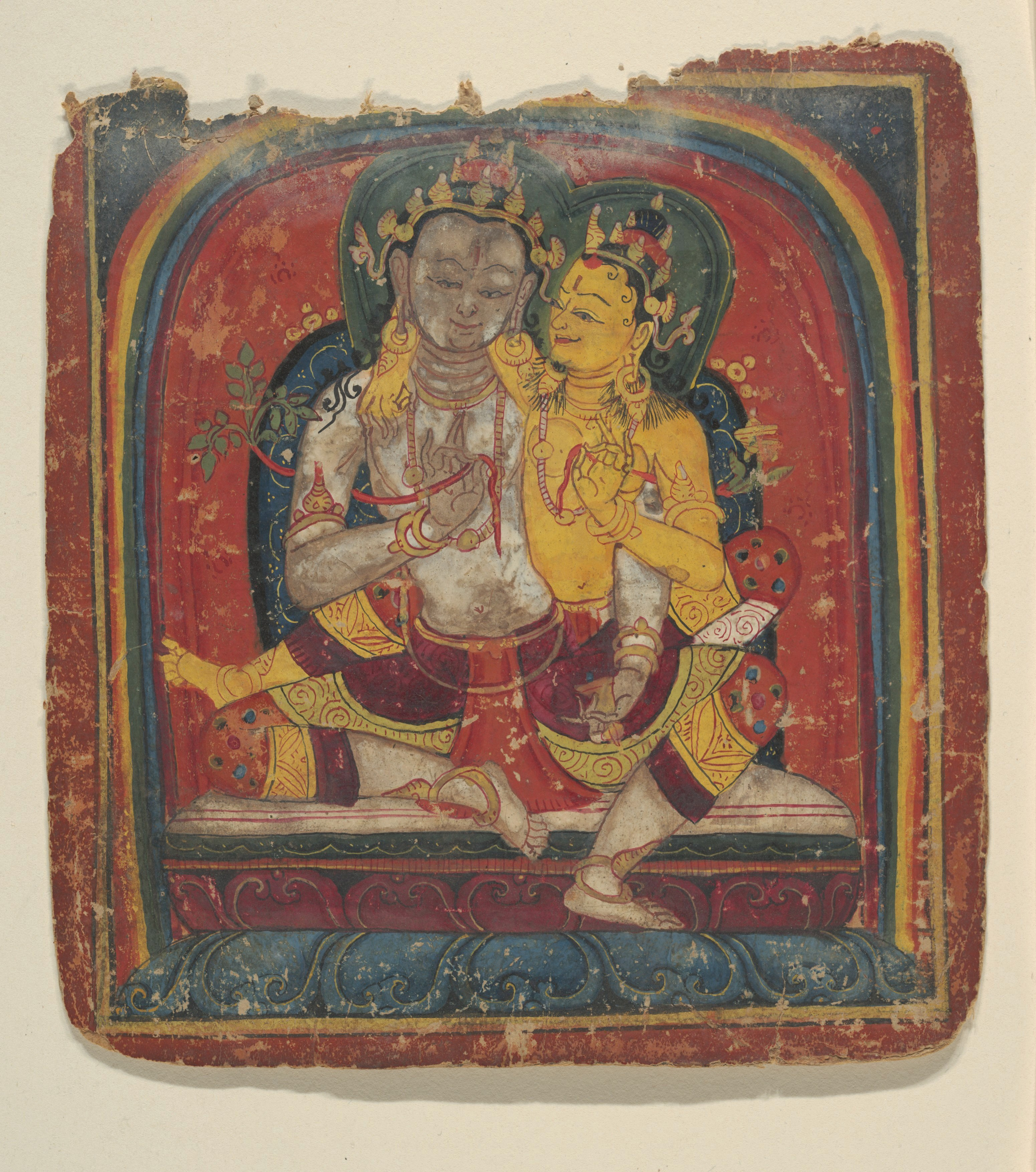
Tibeti cakli festmény, 13-14. század
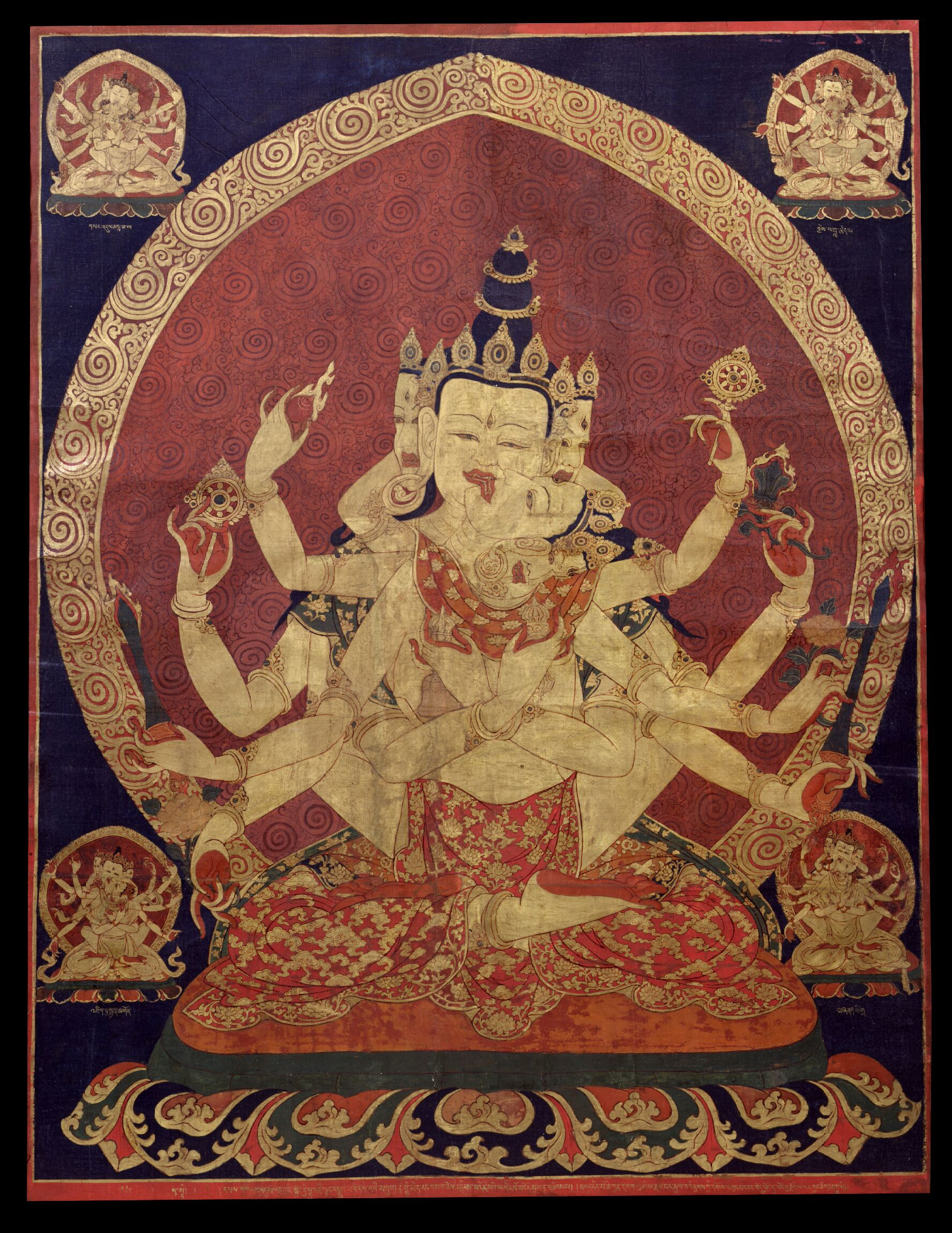
17. századi közép-tibeti thanka.
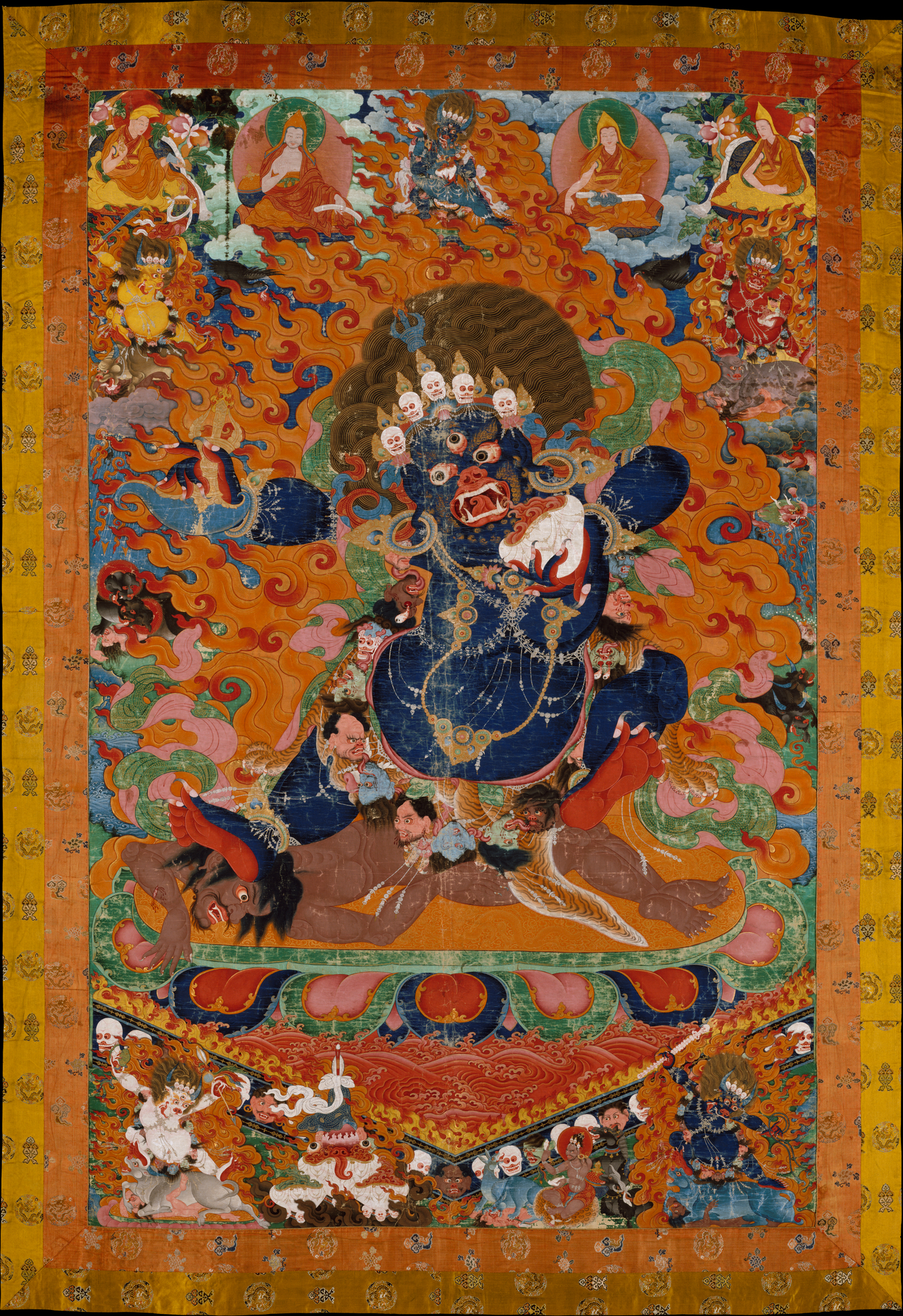
Jáma, Tibet, 17-18. század.
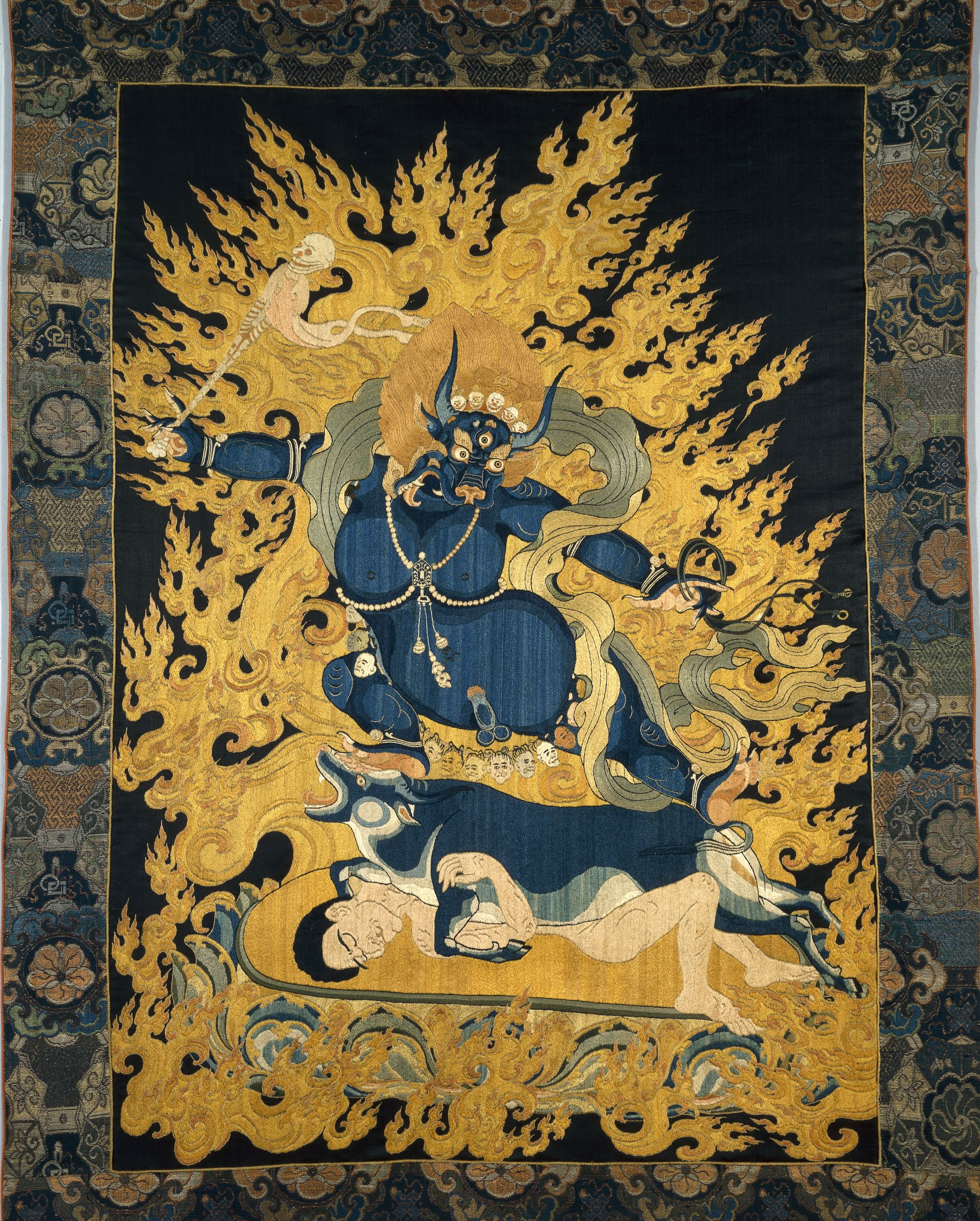
Dharmapala, tibeti-kínai, 18. század
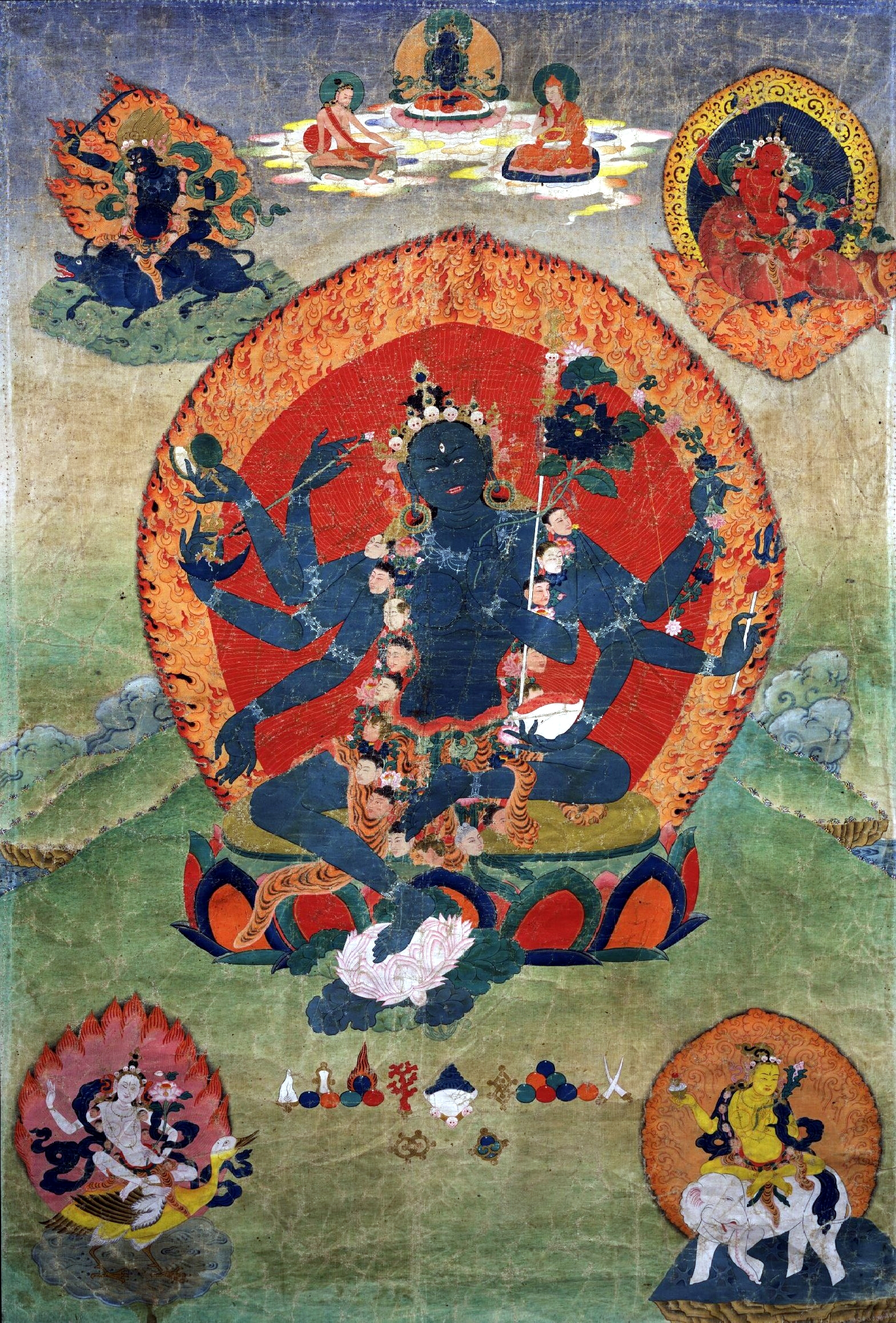
18. századi kelet-tibeti thangka.
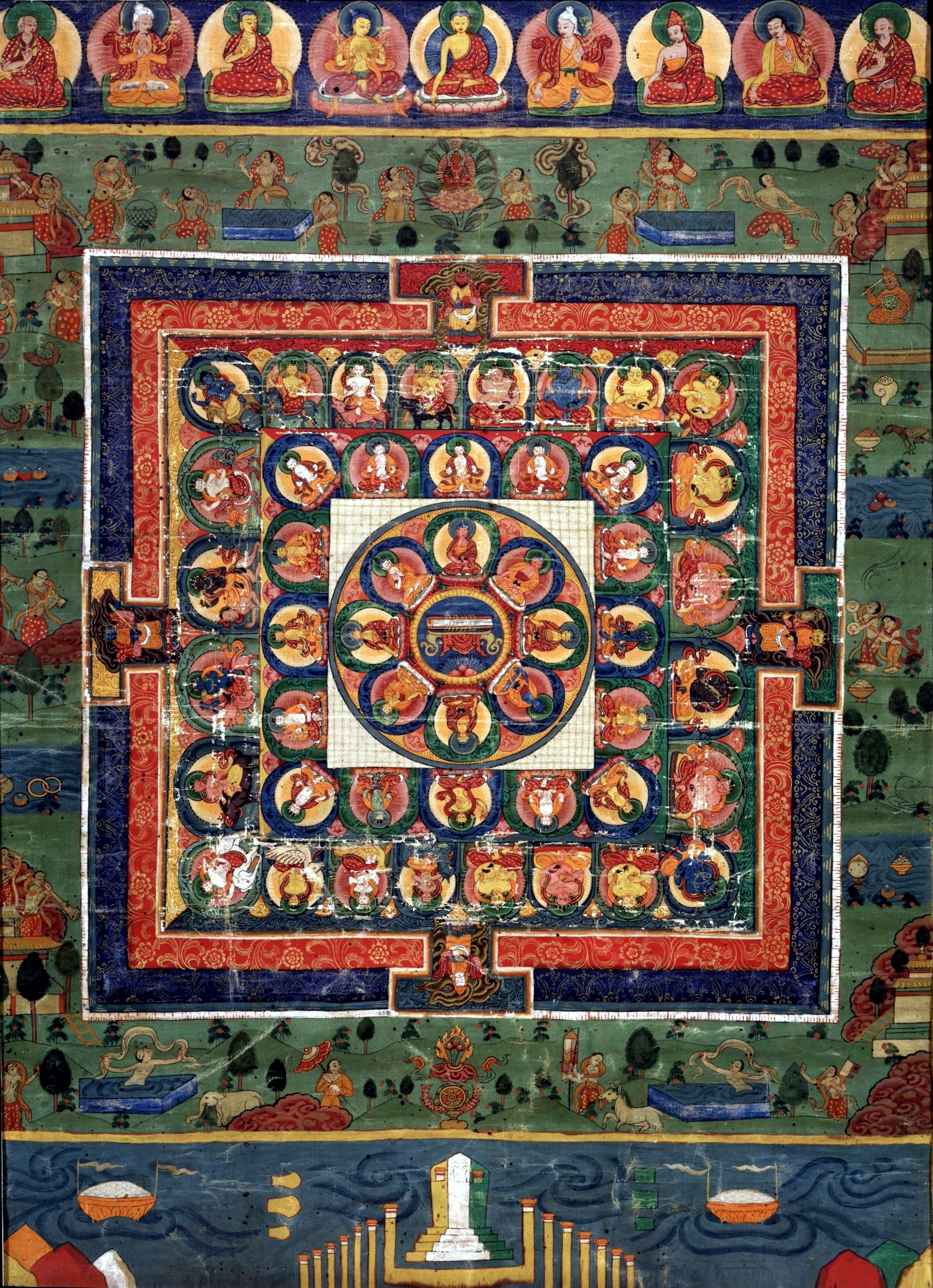
Festett bhutáni Gyógyító Buddha mandala, 19. század
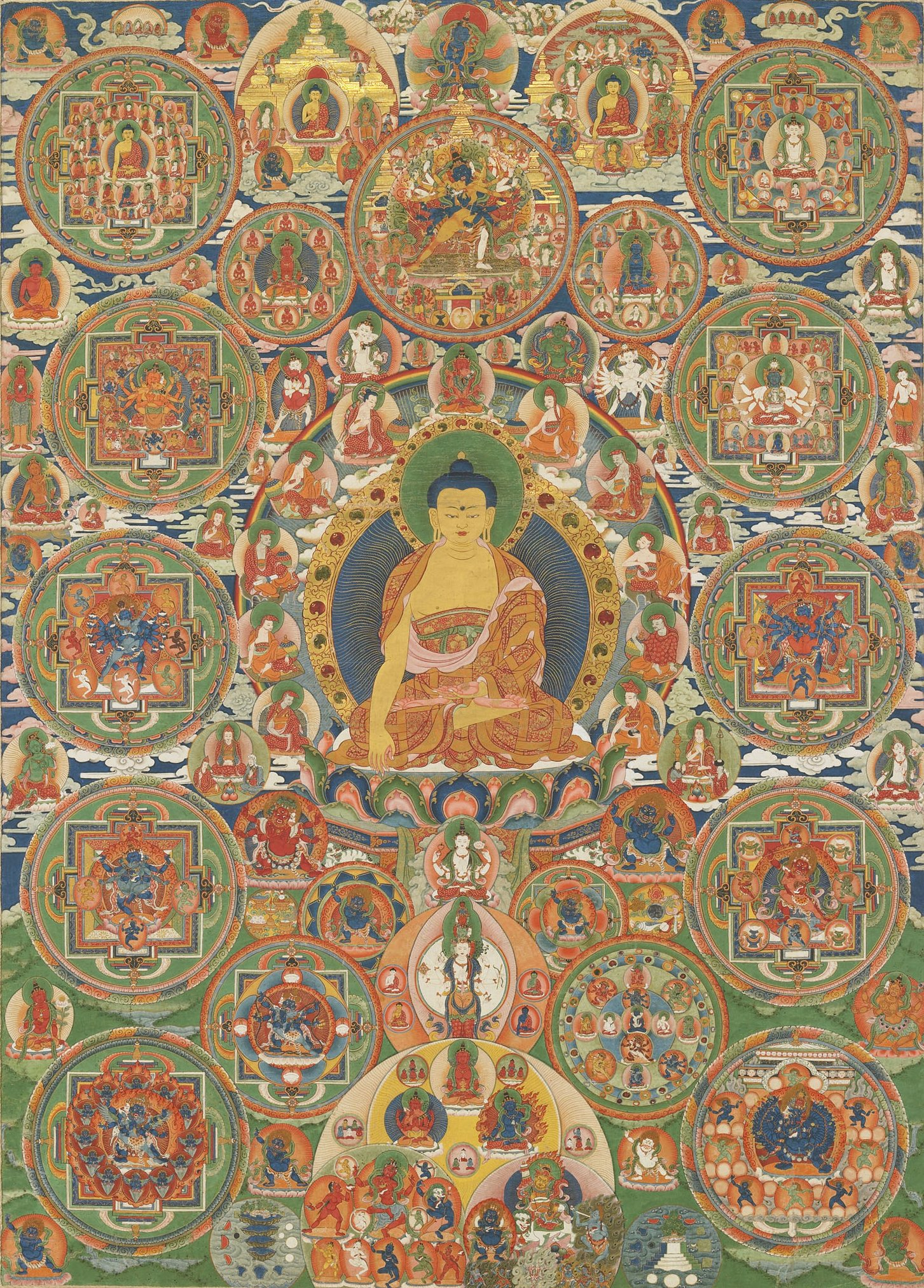
Bhutáni mandala, 19. század
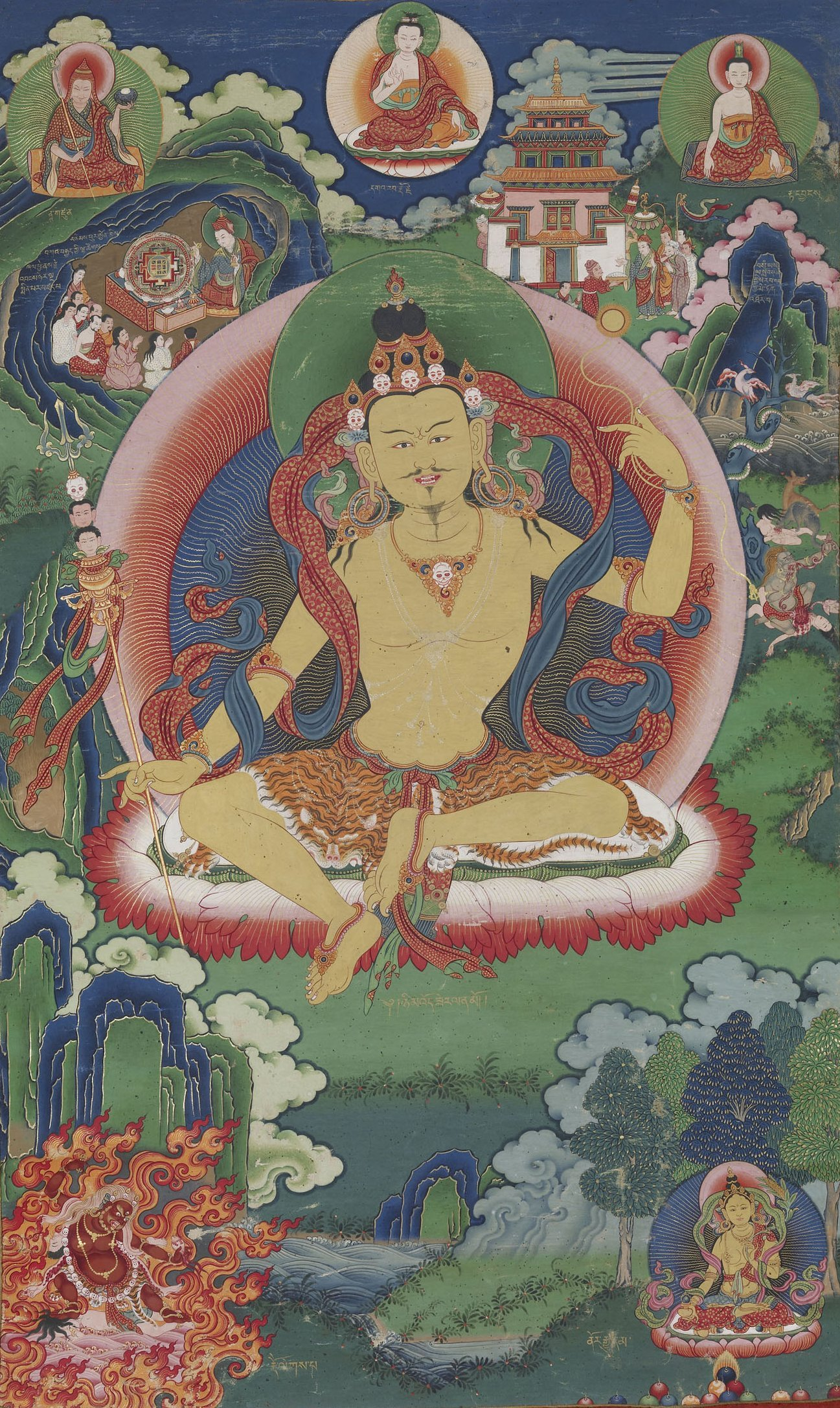
Bhutáni thangka (Guru Nyima Ozer, késő 19. század
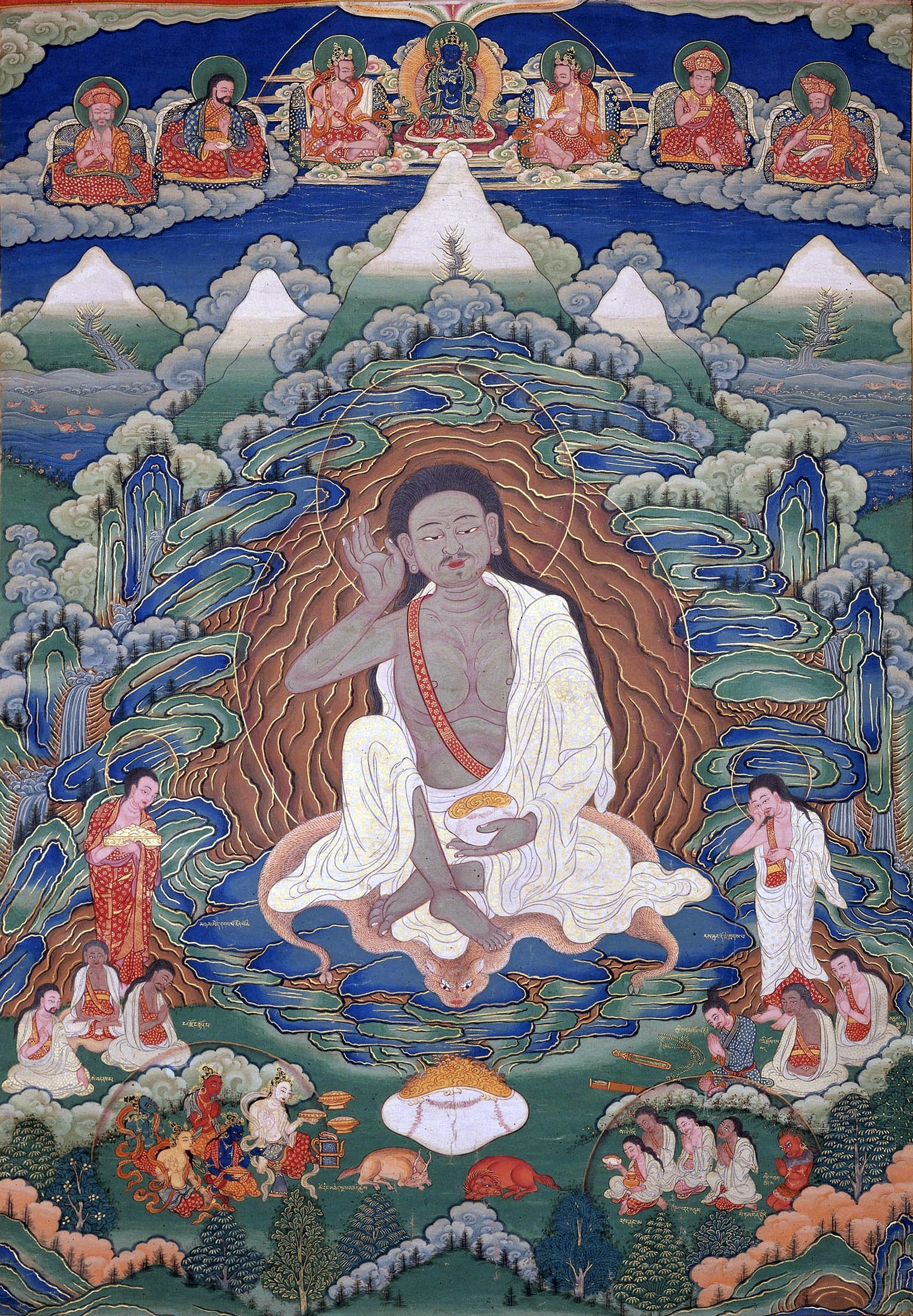
Bhuti thangka (Milarepa - 1052-1135), 19-20. század
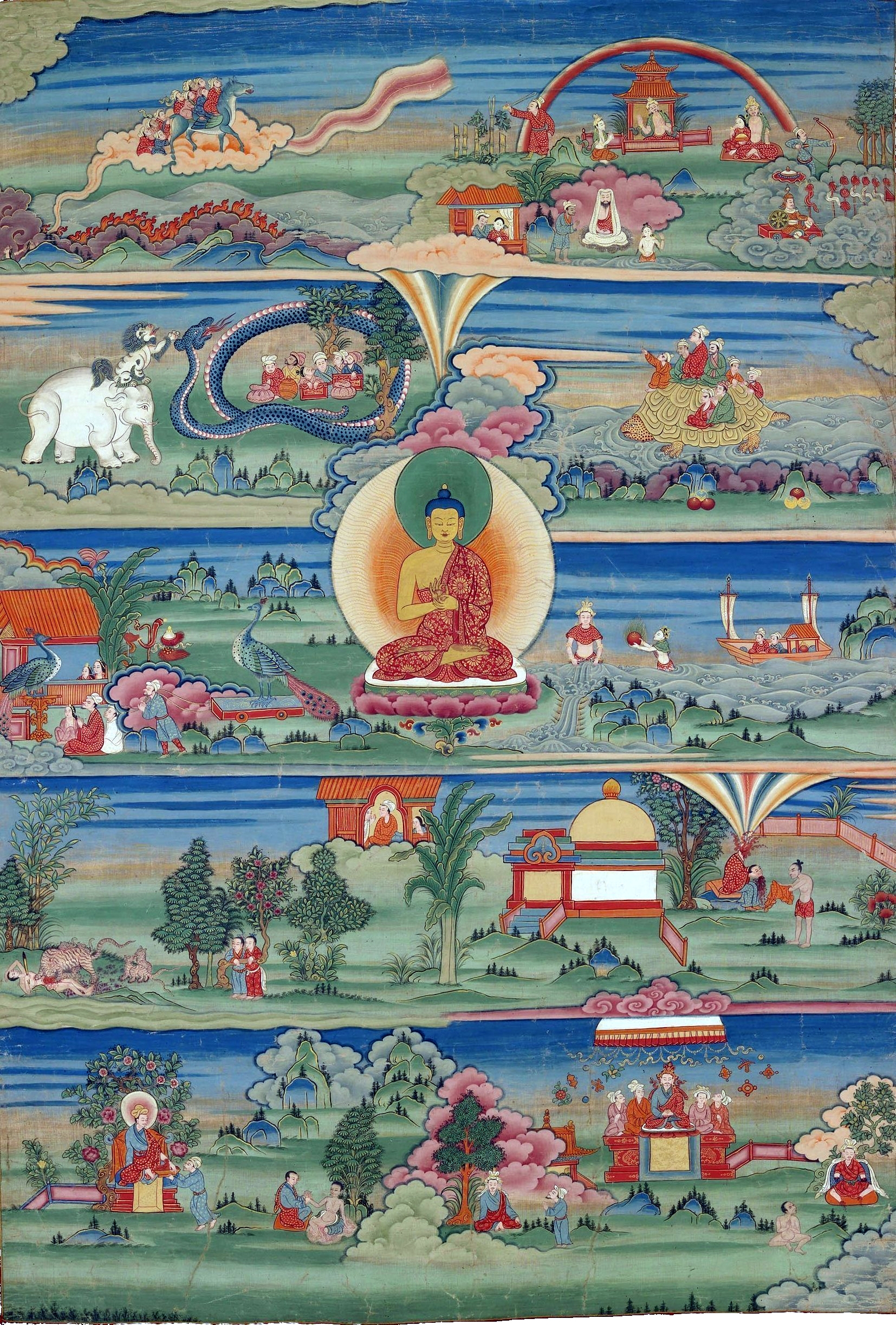
Bhutáni thangka (Dzsátaka mesék, 18-19. század
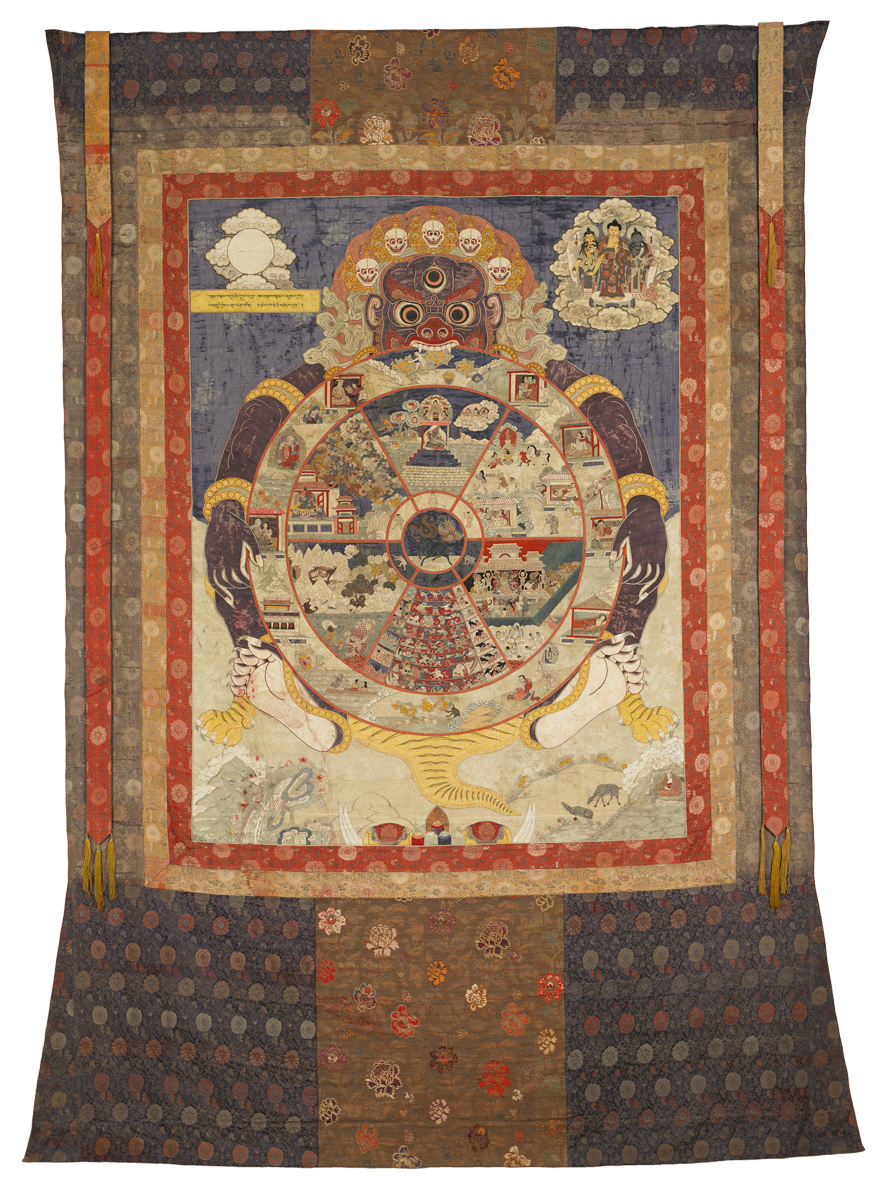
Létkerék 1800 környékéről, Birmingham Museum of Art

## Külső hivatkozások
- Több mint 4500 oldal szent tibeti művészalkotás a Dharmapala Thangka Központból - Katmandu | Nepál
- 'Norbulingka thangka's Norbulingka Institute - tibeti thangka festmények.
- Cikkek a tibeti thangkákról - artelino
- Film a nevari thangka festészetszőr Nepálban
- Mongol Thangkák